# SMS Seydlitz (1912)
Зейдлиц (нем. SMS Seydlitz) — линейный крейсер ВМС Германской империи эпохи Первой мировой войны. В официальной немецкой классификации того времени линейных крейсеров не было, и этот тип кораблей совместно с броненосными крейсерами относился к большим крейсерам (нем. Großer Kreuzer).
Был дальнейшим развитием линейных крейсеров типа «Мольтке». По сравнению с ними имел то же вооружение из десяти 280-мм орудий и проектную максимальную скорость хода в 26,5 узлов. За счет увеличения нормального водоизмещения на 2000 тонн получил более сильное бронирование (толщина главного бронепояса была увеличена до 300 мм). По сравнению с британскими линейными крейсерами того времени типов «Индефатигебл» и «Лайон» имел более слабое вооружение, более сильное бронирование и хорошую противоминную защиту. Отличия были обусловлены в основном тем, что немецкие инженеры считали свои орудия более совершенными, и поэтому их корабли по сравнению с британскими могли иметь меньший калибр главной артиллерии при той же её эффективности. Также, в отличие от британских крейсеров, создававшихся в основном для борьбы с крейсерами противника, немецкие крейсера из-за меньшего размера германского флота создавались в том числе для линейного боя главных сил британского и германского флотов, и поэтому имели защиту сравнимую с британскими линкорами.
«Зейдлиц» вступил в строй 22 мая 1913 года и вместе с другими германскими линейными крейсерами служил в составе 1-й разведывательной группы. Принимал участие практически во всех крупных операциях германского Флота открытого моря и почти всю войну был флагманским кораблем командующего группой контр-адмирала Хиппера. Крейсер получил известность благодаря исключительной живучести, проявленной во время Ютландского сражения 31 мая — 1 июня 1916 года. Во время боя корабль получил одно торпедное попадание и 19 попаданий тяжёлыми снарядами. Принявший внутрь корпуса порядка 5300 тонн воды (21 % от водоизмещения) крейсер на третий день после боя (4 июня) сумел вернуться на базу благодаря беспримерной борьбе команды за живучесть корабля.
По результатам мирного соглашения в конце Первой мировой войны был интернирован в британской базе Скапа-Флоу на Оркнейских островах 24 ноября 1918 года. Затоплен собственным экипажем 21 июня 1919 года. Впоследствии был поднят и разделан на металл.

## История разработки
По закону о флоте 1900 года немецкий флот к 1917 году должен был состоять из 38 линкоров и 14 броненосных крейсеров. В результате поправок принятых рейхстагом в 1906, 1908 и 1912 годах эта цифра была увеличена до 41 линкора и 20 больших крейсеров. С целью пополнения флотами новыми кораблями с 1908 по 1911 год ежегодно должны были закладываться три дредноута и один линейный крейсер. В рамках бюджета 1910 года в Германии должны были быть заложены три линейных корабля типа «Кайзер» и один линейный крейсер. Крейсер должен был стать дополнением к флоту и получил при закладке индекс «J». Выработка требований к новому кораблю началась ещё в начале 1909 года, когда Генеральный морской департамент потребовал от государственного секретаря Императорского морского ведомства Альфреда фон Тирпица изложенные в письменном виде основные требования. При этом корветтен-капитан Вальдемар Фоллертун считал, что, в отличие от английских линейных крейсеров, германские большие крейсера должны были быть по сути быстроходными линкорами, обладая возможностью вести линейный бой. Он поддерживал идею германского типа линейного крейсера, который мог бы применяться против линейных кораблей. Тирпиц же настаивал на том, что основной задачей германских больших крейсеров является борьба с крейсерами противника.
Основной проблемой проектирования крейсера были финансовые ограничения, в силу которых по размерам он не мог быть больше современного ему линейного корабля. Единственной возможностью добиться большей, чем у линейного корабля, скорости было снижение боевых возможностей. Морским департаментом были зафиксированы следующие требования к линейному крейсеру:
- скорость как у предыдущего типа («Мольтке»)
- вооружение 8 × 305 или 10 × 280 мм

Рассматривалась также возможность установки трёхорудийных башен, но в итоге было решено, что по крайней мере для корабля программы 1910 года достаточно и орудий калибра 280 мм.
Рейхстаг в августе 1909 года утвердил ассигнования на крейсер J, который впоследствии получил имя «Зейдлиц» в честь прусского генерала Фридриха Вильгельма Зейдлица. Разработка проекта заняла 10 месяцев с марта 1909 по январь 1910 года. Работы выполнялись в проектном бюро Имперского морского ведомства под руководством главного конструктора инженера Дитриха. При проектировании рассматривались варианты вооружения как восемью 305-мм орудиями, так и десятью 280-мм в пяти двухорудийных башнях, расположенных по линейной схеме. В окончательном варианте расположение башен главного калибра было практически таким же, как на «Мольтке», за исключением расположения носовой башни на полубаке. За счёт увеличения водоизмещения на 2000 тонн новый линейный крейсер получил более мощную силовую установку и усиленное бронирование. Окончательный проект был утверждён кайзером 27 января 1910 года.

## Конструкция

### Корпус
«Зейдлиц» имел корпус с развитым полубаком, идущим до фок-мачты. Форштевень почти прямой, с крутым подъёмом днища в носовой части. Водоизмещение нормальное 24 988 т, полное 28 550 т. Длина между перпендикулярами 200,6 м (на 14 м длиннее «Мольтке»), по конструктивной ватерлинии (КВЛ) — 200 м. Ширина корпуса составила 28,5 м, максимальная ширина с учётом уложенной противоторпедной сети составляла 28,8 м. Высота надводного борта в районе носа — 8,9 м. Общая высота борта в районе миделя — 13,88 м. Осадка при полном водоизмещении — 9,29 м, при нормальном — 9,09 м. При увеличении осадки на 1 см водоизмещение увеличивалось на 37,71 т.
Корпус был разделён водонепроницаемыми переборками на 17 отсеков. Двойное дно простиралось на 76 % длины корабля. Способ силовых связей корпуса — смешанный.
Метацентрическая высота равнялась 3,12 м, что было наибольшим значением среди всех немецких линейных кораблей и линейных крейсеров Германии в Первую мировую войну. Максимальная остойчивость была при 33° крена и нулевая при 72°. На «Зейдлице» устанавливались успокоительные цистерны Фрама, но по назначению они не использовались. Крейсер оснащался двумя тандемными полубалансирными рулями с возможностью управления из различных отсеков и четырьмя трёхлопастными винтами диаметром 3,88 м.
Корабль обладал хорошими ходовыми качествами — легко и спокойно удерживал курс, но был несколько увальчив в корму. Как и все немецкие крейсера, поворачивал тяжело, со значительной (до 60 % при максимальной перекладке руля) потерей скорости, при этом возникал крен до 9°.
Оснащался 1 большим паровым катером, 3 моторными катерами, 2 баркасами, 2 вельботами, 2 ялами и 1 разборной шлюпкой. Имел 2 основных и 1 запасной 7-тонных носовых якоря и один 3,5-тонный кормовой.
Имел две полые трубчатые мачты. До 1916 года оснащался противоторпедными сетями. Экипаж по штату мирного времени составлял 1068 человек, из них 43 офицера. При размещении флагмана со штабом он увеличивался на 75 человек, из них 13 офицеров. В военное время экипаж пополнялся резервистами и в Ютландском бою составлял 1425 человек.

### Бронирование
По сравнению с «Мольтке» бронирование было усилено. Броня цементированная, крупповская. Главный броневой пояс устанавливался на тиковой подкладке толщиной 50 мм и имел постоянную толщину 300 мм, высоту 2 м и начинался в 1,4 м выше ватерлинии(КВЛ) и опускался под воду на 0,4 м, простираясь между внешними краями барбетов носовой и кормовой башен. В носовой части он заканчивался переборкой толщиной 200 мм, в кормовой — 100 мм. В нижней части пояс постепенно сужался до 150 мм, заканчиваясь в 1,75 м ниже главной ватерлинии. Сверху броневой пояс также постепенно утоньшался, доходя до 230 мм на уровне верхней палубы и до 200 мм у нижних кромок орудийных портов среднего калибра. Броневой пояс в носовой и кормовой частях продолжался бронёй толщиной 100 мм.
Каземат артиллерии среднего калибра выше нижнего края орудийных портов прикрывался бронёй толщиной 150 мм. В оконечностях переборки каземата также имели толщину 150 мм. Внутри батареи среднего калибра вдоль борта и между орудиями шли противоосколочные экраны толщиной 20 мм.
Лобовая часть башен главного калибра имела толщину 250 мм, боковые стенки — 200 мм, задняя стенка — 210 мм, настил в кормовой части — 50—100 мм, наклонная передняя часть крыши — 100 мм, крыша 70 мм. Барбеты имели толщину 230 мм. У носовой и кормовых башен в диаметральной плоскости, в районе, прикрываемом соответственно боевыми рубками и барбетами кормовой возвышенной башни, толщина барбета уменьшалась до 200 мм. Толщина барбетов бортовых башен между верхней и главной палубой, которые прикрывались бронёй каземата, уменьшалась до 100 мм, а ниже, позади главного броневого пояса, до 30 мм. У барбетов носовой и кормовых башен толщина 230 мм доходила до уровня броневой палубы, но стенки за главным броневым поясом имели толщину 30 мм.
Толщина стенок носовой боевой рубки была 350—250 мм, крыши — 80 мм, у кормовой боевой рубки толщина стенок составляла 200 мм, крыши — 50 мм.
Бронированная палуба в середине корабля была расположена в 1,4 м выше КВЛ и имела толщину 30 мм, в носовой части она располагалась на 0,9 м ниже КВЛ и имела толщину 50 мм, в кормовой части она располагалась на 1,8 м ниже ватерлинии и имела толщину 80 мм. Скосы имели толщину 50 мм. Верхняя палуба над батарей среднего калибра имела толщину 35 мм, за пределами батареи, ближе к диаметральной плоскости — 25 мм.
Подводная защита обеспечивалась вертикальной противоторпедной переборкой, отстоящей от борта на 4 м на миделе. Переборка имела толщину 30 мм, увеличиваясь до 50 мм в районе погребов боезапаса, и заканчивалась 20-мм поперечными переборками. Между бронированной и верхней палубами она продолжалась как противоосколочная и имела толщину 30 мм. Дополнительную конструктивную защиту обеспечивали угольные бункеры, расположенные между бортом и противоторпедной переборкой.

### Вооружение
Артиллерия главного калибра, как и на «Мольтке», состояла из 10 280-мм орудий 28 cm SK L/50 с длиной ствола 50 калибров, размещённых в пяти двухорудийных башнях Drh.L C/1910. Орудие оснащалось клиновым затвором и имело вес 41,5 т. Использовались только бронебойные снаряды, весом 302 кг. Заряд состоял из двух частей. Основной заряд размещался в латунной гильзе для улучшенной обтюрации и состоял из 79 кг пороха марки RPC/12. Передний заряд в шёлковом картузе содержал заряд такого же пороха массой 26 кг. При температуре заряда 15 °C снаряду сообщалась начальная скорость 880 м/с. Первоначально орудия имели максимальный угол возвышения 13,5° и угол склонения −8°. При максимальном угле возвышения это обеспечивало дальность стрельбы 18 100 м. В 1916 году, до Ютландского боя, углы были изменены на +16°/−5,5° соответственно, что позволило получить максимальную дальность стрельбы 19 100 м.
Носовая башня имела сектор обстрела 300° с высотой осей орудий 10,4 м над КВЛ. Две размещённые диагонально бортовые башни имели сектор обстрела 180° на ближний борт, 125° на дальний и высоту осей орудий 8,2 м над КВЛ. Две кормовые башни устанавливались по линейно-возвышенной схеме и имели сектора обстрела по 290°. Высота осей орудий для возвышенной башни составляла 8,4 м, а для нижней 6 м над КВЛ.
Боезапас составлял по 87 снарядов на каждое орудие, в сумме — 870 снарядов. Во всех башнях снарядные погреба находились ниже зарядных. Перегрузочная камера вместе с элеватором боеприпасов подвешивалась к погону башни и вращалась вместе с ним. Элеватор боеприпасов из перегрузочного отделения поднимался в башню и выходил между орудиями в районе их казённика. Бронированное подъёмно-транспортное устройство также подвешивалось к погону башни и вращалось вместе с башней и перегрузочным отделением. Для подачи боезапаса из погреба в подъёмник в погрузочном отделении погреба устанавливалась узкая вращающаяся платформа — так называемый круговой вагон. Такая конструкция обеспечивала достаточно высокую скорострельность — техническая скорострельность позволяла делать три выстрела за 51 секунду, на практике была достигнута скорострельность 3 выстрела в минуту.

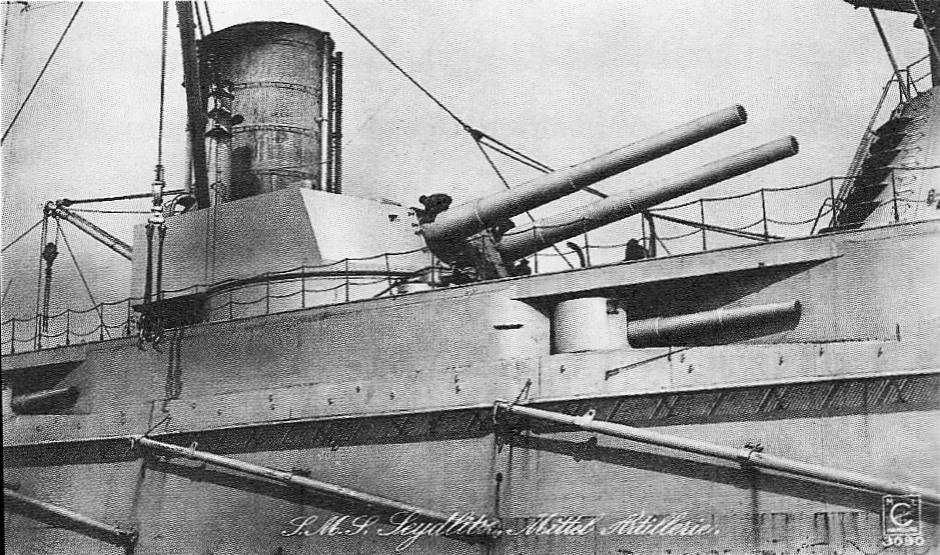
Правая бортовая башня 280-мм калибра и одно из 150-мм орудий

В 1915 году «Зейдлиц» получил приборы централизованного управления стрельбой артиллерии главного и среднего калибра.
Артиллерия среднего калибра состояла из 12 150-мм орудий 15 cm SK L/45 с длиной ствола 45 калибров. Они были расположены в батарее на верхней палубе в установках MPL C/06 образца 1906 года весом 15 700 кг каждое. Масса фугасного снаряда составляла 45,3 кг, скорострельность орудий составляла 5—7 выстрелов в минуту. Дальность стрельбы составляла 13 500 м, впоследствии её довели до 16 800 м. Общий боезапас составлял 1920 снарядов — по 160 на орудие.
При постройке на «Зейдлице» устанавливались 12 неуниверсальных 88-мм орудий 8,8 cm SK L/45 с длиной ствола 45 калибров. Орудия располагались в установках MPL C/01-06. Четыре были расположены в носовой части под верхней палубой, два в носовой надстройке, четыре позади батареи 150-мм орудий и ещё два орудия по бокам кормовой надстройки в установках, прикрытых щитом. Их общий боезапас составлял 3400 снарядов. В начале Первой мировой войны вместо двух орудий, установленных на кормовой надстройке, были установлены зенитные 88-мм орудия 8,8 cm Flak L/45 с длиной ствола 45 калибров в установках MPL C/13 (образца 1913 года), с максимальным углом подъёма ствола 70°. К Ютландскому сражению в 1916 году все остальные 88-мм орудия, кроме зенитных, были демонтированы.
На крейсере устанавливались четыре подводных торпедных аппарата (ТА) калибра 500 мм. По одному ТА стояло в носовой и кормовой частях, ещё два были расположены по бортам, впереди барбета носовой башни. Общий боезапас составлял 11 торпед.

### Силовая установка
На «Зейдлице» были установлены 27 низконапорных котлов Шульце — Торникрофта с угольным отоплением. В 1916 году, перед Ютландским сражением, на них были установлены форсунки для впрыска нефти при форсаже. Котлы имели общую поверхность нагрева 12 500 м² и обеспечивали давление пара 16 кгс/см². Они размещались в пяти отсеках, разделённых продольными переборками на 15 котельных отделений. В первых трёх отделениях стояло по одному котлу. В последующих котельных отделениях стояло по два котла. Общая площадь, занимаемая котельными отделениями, составляла 925 м² (у британской «Принцесс Ройал» — 1170 м²).
Четырёхвальная силовая установка включала два комплекта прямодействующих турбин Парсонса. Все четыре винта были трёхлопастными и имели диаметр 3,88 м. Турбины размещались в двух машинных отделениях. Каждое машинное отделение было разделено продольными переборками на три отсека. Турбины высокого давления, вращавшие наружные валы, располагались в двух носовых отделениях. Внутренние валы приводились во вращение турбинами низкого давления, расположенными в кормовом машинном отделении. Турбины занимали внешние отсеки машинных отделений, а в отсеках по диаметральной плоскости располагались вспомогательные механизмы. Турбинные отделения занимали 404 м² (у британской «Принцесс Ройал» 645 м²). По британским меркам машинные и котельные отделения «Зейдлица» были слишком тесными.
Расчётная максимальная скорость составила 26,5 узлов при номинальной проектной мощности на валах 63 000 л. с. При испытаниях на Нейкругской мерной миле «Зейдлиц» развил скорость 28,13 узла при частоте вращения гребных валов 329 об/мин и форсированной мощности 89 738 л. с. (увеличение на 42 %).
Нормальный запас топлива 1000 т, максимальный — 3600 т. Дальность плавания составляла 4200 миль при скорости 14 узлов  и 2280 миль на скорости 23,7 узла. После 1916 года было добавлено 200 т нефти.
Электроэнергией напряжением 220 В крейсер обеспечивали шесть турбогенераторов суммарной мощностью 1800 кВт.

## Строительство и испытания
«Зейдлиц» строился по программе 1910 года. 21 марта 1910 года был заключён контракт с верфью «Блом унд Фосс» в Гамбурге на строительство корабля и изготовление машинной установки для него. Под строительным номером 209 крейсер был заложен 4 февраля 1911 года. Так как он шёл как дополнение к флоту, при закладке крейсер получил имя «J».
30 марта 1912 года прошёл обряд крещения, и крейсер был спущен на воду. Крещение производилось генерал-инспектором кавалерии фон Клейстом, нарекшим новый корабль «Зейдлицем». Крейсер получил имя в честь генерала Фридриха Вильгельма фон Зейдлица-Курцбаха (1721—1773). Этот кавалерийский генерал, служивший в армии прусского короля Фридриха Великого, отличился в битве при Росбахе 5 ноября 1757 года.
Всего постройка корабля заняла около 28 месяцев — почти 14 месяцев стапельный период и 14 месяцев достройка на плаву. Стоимость постройки составила 44 685 тыс. марок или 22 343 тыс. рублей золотом по курсу того времени.
В апреле 1913 года заводская команда перевела «Зейдлиц» в Киль, где он 22 мая предварительно вошёл в состав флота. Во время проведения трёхмесячных приёмо-сдаточных испытаний 29 июня и 3 августа 1913 года корабль с осмотром посещался кайзером Вильгельмом II и королём Италии Виктором Эммануилом III. 17 августа 1913 были закончены ходовые испытания, и корабль окончательно вошёл в состав флота и 31 августа присоединился у Гельголанда к манёврам Флота открытого моря.

## Служба
| Командиры «Зейдлица»                                            | Командиры «Зейдлица»       | Командиры «Зейдлица»             |
| Командир                                                        | Период командования        | Примечание                       |
| --------------------------------------------------------------- | -------------------------- | -------------------------------- |
| капитан 1-го ранга Морис фон Эгиди                              | май 1913 — октябрь 1917    |                                  |
| капитан 1-го ранга Тагерт (нем. Kapitän zur See Wilhelm Tägert) | октябрь 1917               | временно исполняющий обязанности |
| капитан 1-го ранга фон Эгиди                                    | ноябрь 1917                |                                  |
| капитан 1-го ранга Тагерт                                       | ноябрь 1917 — декабрь 1918 |                                  |
| капитан-лейтенант Брауер (нем. Kapitänleutnant Brauer)          | декабрь 1918 — июнь 1919   | в период интернирования          |

### Мирное время и начало Первой мировой войны

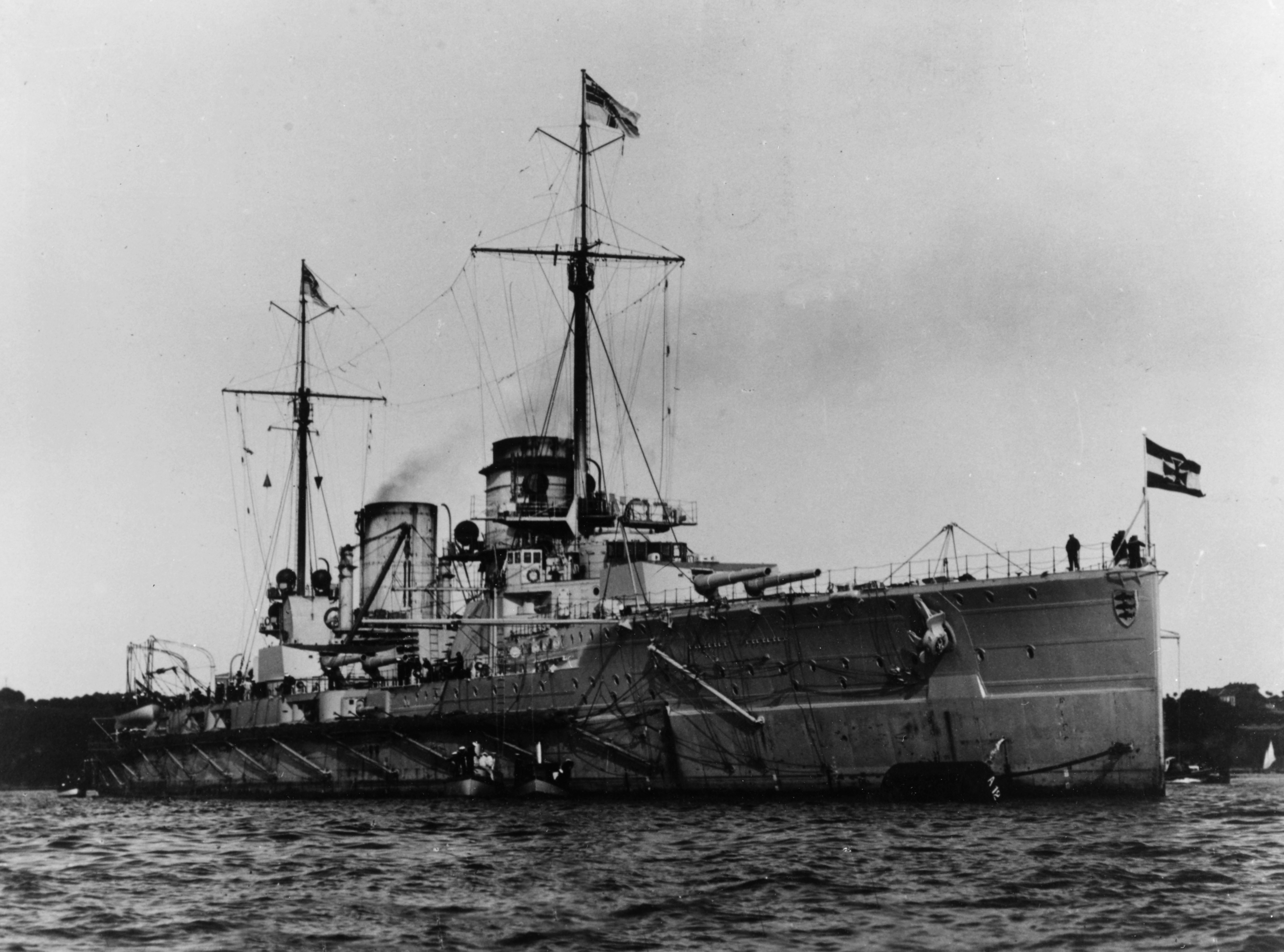
«Зейдлиц» незадолго перед войной

«Зейдлиц» вошёл в состав 1-й разведывательной группы и принимал участие в её составе в учениях. 23 июня 1914 года на него с «Мольтке» перенёс свой флаг командующий 1-й разведывательной группой контр-адмирал Хиппер. За исключением коротких перерывов (в Ютландском сражении Хиппер держал свой флаг на «Лютцове»), «Зейдлиц» прослужил флагманским кораблём почти всю войну, до 26 октября 1917 года, когда Хиппер перенёс свой флаг на «Гинденбург». В июле 1914 года крейсер принимал участие в походе Флота открытого моря в Норвегию, где в это время находился на отдыхе Вильгельм II. Но в связи с опасностью возникновения войны этот поход был прерван. 25 июля, после получения сообщения о начале мобилизации в Сербии, флот получил приказ вернуться в свои порты. А 1 августа была объявлена мобилизация флота.
С началом войны 1-й разведывательной группе было поручено охранение Немецкой бухты. Для этой цели в её подчинение передали все корабли сторожевой службы, самолёты и дирижабли. Эта система действовала до августа 1918 года.
2—4 ноября состоялся первый боевой поход Флота открытого моря. В 16:30 к восточному побережью Англии вышли 1-я (в составе больших крейсеров «Зейдлиц», «Мольтке», «Фон дер Танн» и «Блюхер») и 2-я (лёгкие крейсера «Страсбург», «Грауденц», «Кольберг» и «Штральзунд») разведывательные группы. На случай осложнений, для их прикрытия в боевую готовность были приведены 1-я и 2-я эскадра линкоров, стоявших на рейде Шиллинга, 5-я на реке Эльба и 6-я на рейде Яде. Из-за тумана обстрел линейными крейсерами Ярмута был безрезультатен. «Штральзундом» было выставлено минное ограждение, на котором подорвалась британская подлодка D-5, вышедшая на перехват немецких кораблей. Встречи с британскими кораблями противника не произошло, и 1-я и 2-я разведывательные группы беспрепятственно вернулись на базу.

### Набег на Хартлпул, Скарборо и Уитби
15—16 декабря германскими крейсерами был осуществлён ещё один рейд — набег на Хартлпул, Уитби и Скарборо. К 1-й разведывательной группе присоединился недавно вошедший в строй «Дерфлингер», 2-я разведывательная группа была в том же составе, что и при рейде на Ярмут. Немцы догадывались о том, что 2-я эскадра британских крейсеров была отправлена на перехват эскадры Шпее и оборона противника будет ослаблена. В свою очередь, англичане по данным радиоперехвата знали о намечавшейся операции и выделили для перехвата немецких крейсеров 1-ю эскадру линейных крейсеров в составе четырёх оставшихся линейных крейсеров и 2-й эскадры линкоров в составе шести линейных кораблей типов «Орион» и «Кинг Джордж V». Однако англичане не знали о выходе в море основных сил Флота открытого моря — 18 дредноутов 1-й, 2-й и 3-й эскадр в сопровождении крейсеров и эсминцев.
У британского побережья немецкие крейсера попали в сильную волну. Из-за невозможности применения артиллерии Хиппер отправил лёгкие крейсера 2-й группы на соединение с основными силами, кроме «Кольберга», который должен был выставить мины. Немецкие линейные крейсера разделились на две группы. «Фон дер Танн» и «Дерфлингер» обстреляли сначала Уитби, затем Скарборо. Сопротивления они не встретили и потерь в личном составе не имели. Группа «Зейдлица» при подходе к Скарборо встретила четыре британских эсминца. Обстреляв их с расстояния около 27 кабельтовых, немцы вынудили англичан ретироваться. Около 8:00 группа приступила к обстрелу побережья. При этом крейсера подверглись обстрелу батарей береговых 152-мм орудий. «Зейдлиц» своей артиллерией подавил батарею, находившуюся вблизи кладбища, но при этом сам получил три попадания. «Мольтке» получил одно попадание в палубу, а «Блюхер» — шесть попаданий с 152-мм гаубиц и лёгкой артиллерии .
При возвращении немецкие линейные крейсера получили донесение от «Штральзунда», который обнаружил сначала британские крейсера, а потом 2-ю эскадру линкоров. Уклоняясь от них, крейсера ушли на норд-ост. Основные силы немцев под командованием Ингеноля ещё ночью вступили в соприкосновение с авангардом британских сил и повернули с курса зюйд-ост на ост-зюйд-ост, опасаясь ночных атак миноносцев. При получении донесения «Штральзунда» они были уже в 130 милях от британцев и никак не могли их перехватить. Рассматривая эту ситуацию, многие флотоводцы и историки считают, что немцы упустили шанс разгромить британцев по частям. Если бы они продолжили свой путь на зюйд-ост, то смогли бы перехватить 2-ю эскадру британцев. Ввиду численного превосходства и наличия в своём составе новых линкоров, не уступающих по скорости хода британским, у немецкого флота были хорошие шансы уничтожить 2-ю британскую эскадру линкоров.
Повреждения «Зейдлица» были сравнительно лёгкими, поэтому ремонт был проведён без захода в док, на плаву.

### Сражение у Доггер-банки

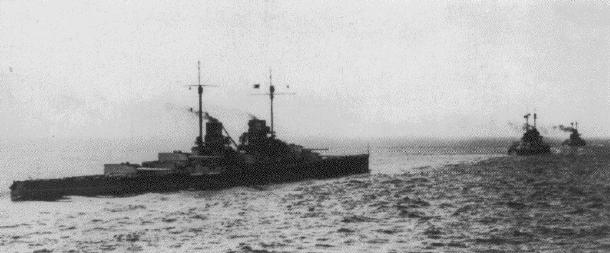
Германские линейные крейсера выходят в море 23 января 1915 года. Слева направо: «Дерфлингер», «Мольтке» и «Зейдлиц»

23 января немецкие силы предприняли рейд к Доггер-банке, чтобы очистить этот район от британских лёгких сил. 23 января после полудня в море вышли 1-я разведывательная группа в составе больших крейсеров «Зейдлиц», «Мольтке», «Дерфлингер» и «Блюхер», лёгких крейсеров «Грауденц», «Росток», «Штральзунд», «Кольберг» и 19 эскадренных миноносцев. Выход кораблей был запланирован так, чтобы к утру следующего дня выйти в район Доггер-банки. В операции не участвовали находящиеся на ремонте «Фон дер Танн» и «Страсбург». Прикрытие линейными силами не планировалось.
Британцы, благодаря радиоперехватам, были осведомлены о планировавшейся вылазке. Поэтому к району Доггер-банки вышли линейные крейсера «Лайон» (под флагом Битти), «Тайгер», «Принцесс Ройал», «Нью-Зиленд» и «Индомитебл», лёгкие крейсера «Саутгемптон», «Бирмингем», «Ноттингем», «Лоустофт» и гарвичский отряд Тирвита — лёгкие крейсера «Аретьюза», «Орора» и «Андаунтед». Их сопровождали 35 эскадренных миноносцев. В море также вышли основные силы Гранд-Флита.
Противники обнаружили друг друга к рассвету. Около 7:15 (по Гринвичу) «Кольберг» вступил в перестрелку с «Оророй». Хипперу был доложено о наличии крупных сил противника и немецкое соединение повернуло и на большой скорости стало уходить на зюйд-ост. Первым в колонне немецких линейных крейсеров, идущей со скоростью 21 узел, шёл «Зейдлиц», за ним «Мольтке» и «Дерфлингер», концевым — «Блюхер». Британские линейные крейсера обходили немецкую колонну справа, с тем чтобы стрелять всем бортом и попытаться отрезать германское соединение от баз. Битти отдал приказ увеличить ход сначала до 26 узлов, потом 27, 28 и, наконец, в 8:52 до 29 узлов. Это было выше скорости даже самых быстрых «Лайона», «Тайгера» и «Принцесс Ройал». «Нью-Зиленд» и «Индомитебл» быстро отстали.
Около 8:52 «Лайон» дал первый залп по «Блюхеру» с расстояния около 110 каб., снаряды легли с недолётом. По мере приближения британские крейсера переносили огонь на впереди идущие немецкие крейсера. Так, «Лайон» обстреливал сначала «Блюхер», затем «Дерфлингер», «Мольтке», и под конец вёл огонь по «Зейдлицу». Германские крейсера находились в невыгодном наветренном положении — им мешали собственные дымы. Кроме того, дальность стрельбы их орудий была меньше, и они открыли огонь только около 9:10, когда дистанция стала меньше 100 каб.
Из-за путаницы в распределении целей «Тайгер» обстреливал не «Мольтке», как ему было положено, а «Зейдлиц» вместе с «Лайоном». Около 10:25 343-мм снаряд с «Тайгера» попал в носовую часть, не причинив больших повреждений. «Тайгер» из-за дыма потерял «Зейдлиц», и его какое-то время обстреливал только «Лайон».
Второе попадание произошло в 10:43 и причинило большие разрушения. 343-мм снаряд с «Лайона» с дистанции около 84 каб. (15 500 м) попал в палубу чуть позади кормовых башен главного калибра. Снаряд прошёл каюты офицеров, кают-компанию, пробил 230-мм барбет кормовой башни и разорвался при проникновении. Осколки пробили подачную трубу и воспламенили находящиеся там несколько основных и дополнительных зарядов. Начали тлеть заряды в боевом отделении, в нижних подъёмниках и зарядном отделении. Возгорание снарядов сначала шло медленно, но команда перегрузочного отделения, вероятно, пытаясь спастись, открыла дверь в переборке в соседнюю башню в подбашенное отделение. Заряды в перегрузочном отделении мгновенно воспламенились. Огонь охватил заряды в зарядниках кормовой башни и перекинулся в соседнюю башню.
Воспламенились 62 полных (основных и дополнительных) заряда — порядка 6 тонн пороха. Над кормовыми башнями поднялся огромный столб огня и газов. В пламени погибли 165 человек, из них 159 моментально. Благодаря мужеству трюмного старшины Вильгельма Хайдкампа, голыми руками провернувшему раскалённые штурвалы клапанов затопления, погреба и кормовое торпедное отделение были затоплены и огонь не добрался до снарядов, торпед и не воспламенившихся основных зарядов, находившихся в латунных гильзах.
Думая, что крейсер вот-вот взлетит на воздух, старший артиллерийский офицер, желая нанести перед гибелью как можно больший ущерб противнику, открыл частый огонь. В течение нескольких минут три уцелевших башни давали полузалпы каждые 10 сек. Таким образом, «Зейдлиц» давал 3 выстрела в минуту из каждого орудия. Положение «Зейдлица» было очень тяжёлым. Крейсер принял 600 тонн воды и сел кормой до 10,36 м, а его скорость уменьшилась до 21 узла.
В 11:25 в «Зейдлиц» попал третий, 343-мм снаряд с «Лайона». Но он не причинил сильных повреждений, так как попал в 300-мм броневой пояс в средней части корпуса и не смог его пробить. В 11:52 сильно повреждённый «Лайон» вышел из строя. Из-за неправильно понятого приказа Битти командир «Тайгера», оставшийся главным, повёл британскую колонну добивать остановившийся к тому времени «Блюхер». Хиппер, не ожидая поддержки от своего линейного флота, увёл оставшиеся немецкие линейные крейсера в базу, оставив британцам добивать «Блюхер».
За время боя «Зейдлиц» выпустил 390 280-мм бронебойных снарядов (45 % боекомплекта) — больше всех участвовавших в бою кораблей. Он добился как минимум 8 попаданий (2 % выпущенных снарядов) из общего количества в 22 попадания немецкими кораблями в британские. Ремонт «Зейдлица» на государственной верфи в Вильгельмсгафене продолжался с 25 января по 31 марта 1915 года.

### События с лета 1915 по весну 1916. Сражение в Рижском заливе
После ремонта «Зейдлиц» принял участие в боевых операциях флота 17—18 и 21—22 апреля, 17—18 и 29—30 мая 1915. 1-я разведывательная группа в составе «Зейдлица», «Мольтке» и «Фон дер Танна» с 3 по 21 августа 1915 года приняла участие в операции немецкого флота по прорыву в Рижский залив. Они занимались прикрытием тральных сил от возможного нападения из Финского залива российских линкоров типа «Севастополь». 19 августа английская подводная лодка Е-1 с очень близкой дистанции выпустила торпеду в «Зейдлиц», но попала в «Мольтке». 1-я группа вернулась в Данциг, а вскоре операция была прервана.
Осенью и зимой 1915—1916 годов в составе 1-й разведывательной группы «Зейдлиц» принял участие ещё в нескольких операциях. 11—12 сентября 1915 он прикрывал минную постановку в районе банки Терхшелинг, 23—24 октября 1915 принял участие в боевом походе флота до широты Эйсберга. 4 декабря при проходе Кильского канала намотал сети на винты правого борта. 3—4 марта 1916 обеспечивал возвращение рейдера «Мёве», а 5—7 марта участвовал в набеге на Хуфден.
27 марта на «Зейдлице» поднял свой флаг командующий 2-й разведывательной группой контр-адмирал Бедикер, заменивший на время болезни Хиппера. 24 апреля 1916 года «Зейдлиц» во главе 1-й разведывательной группы вышел в море для набега на Лоустофт и Ярмут. 24 апреля 1916 года в 15:48 он подорвался на английской мине, поставленной подводной лодкой. Мина с зарядом в 120 кг пироксилина взорвалась в 3,9 м ниже ватерлинии в районе левого бортового подводного торпедного аппарата. Были разрушены броневые плиты и две продольные переборки на длине 15 м. Размеры пробоины составили 95 м². К счастью для «Зейдлица», повреждённые торпеды не сдетонировали. Крейсер принял внутрь 1400 т воды, увеличивших осадку носом на 1,4 м, но мог поддерживать скорость в 15 узлов. «Зейдлиц» вынужден был прервать операцию и уйти в сопровождении двух миноносцев на верфь Вильгельмсгафена. Бедикер перенёс свой флаг на «Лютцов», ставший флагманом 1-й разведывательной группы до момента своей гибели в Ютландском сражении.
Ремонт «Зейдлица» продолжался до 2 мая 1916 года. Но при испытаниях 22—23 мая была обнаружена течь в районе продольных переборок бортового торпедного отделения, и он ещё на пять дней стал на ремонт. Из-за этого он мог выйти в море не раньше 29 мая. Это стало одной из причин того, что немецкий флот вышел в свой боевой поход, закончившийся Ютландским сражением, только 31 мая.

### Ютландское сражение
31 мая 1-я разведывательная группа немецких линейных крейсеров покинула рейд Яде ранним утром, около 2:00. Первым шёл «Лютцов» под флагом Хиппера, за ним «Дерфлингер», «Зейдлиц», «Мольтке» и «Фон дер Танн». За ними, приблизительно через час, последовали и линкоры Флота открытого моря.

#### «Бег на юг» 15:30 — 17:55

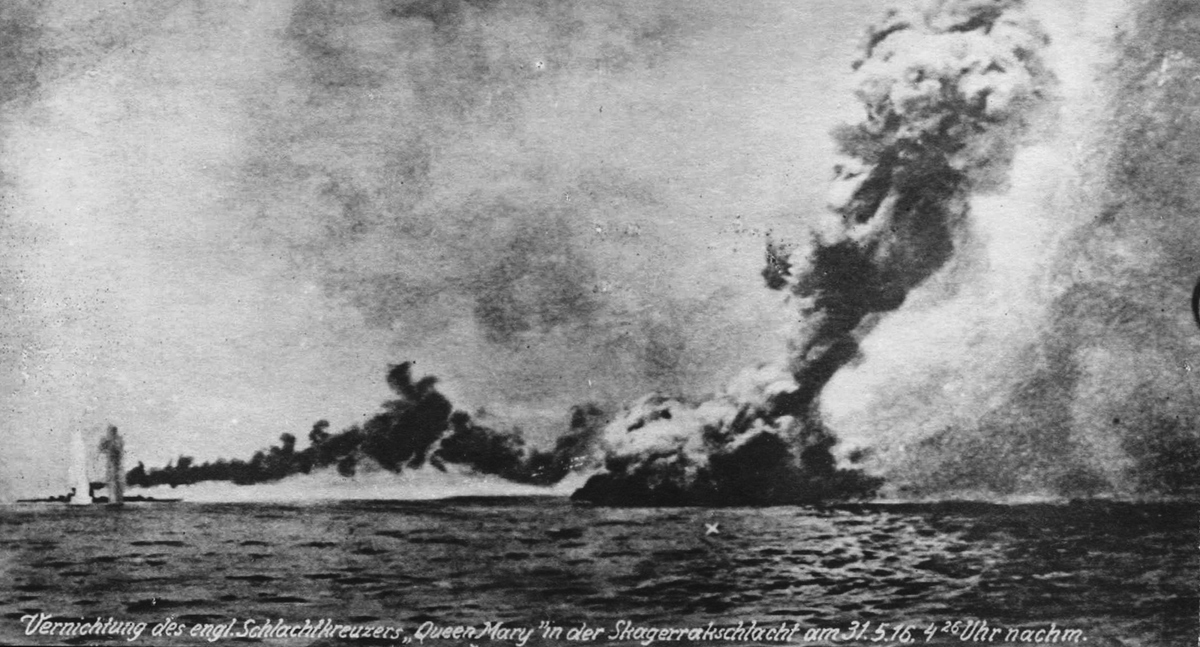
Гибель «Куин Мэри» от взрыва боезапаса во время Ютландского сражения

Линейные крейсера Битти и Хиппера обнаружили друг друга около 15:30 (по Гринвичу). За шестью английскими линейными крейсерами шли отставшие от них четыре быстроходных линкора 5-й эскадры Эвана-Томаса. Хиппер развернул свои корабли на обратный курс, стараясь вывести корабли Битти на основные силы. Началась первая часть Ютландского сражения — «бег на юг». «Зейдлиц» сначала обстреливал шедшую третьей в колонне английских кораблей «Куин Мэри». Как и в бою у Доггер-банки, не обошлось без путаницы. «Лайон» и «Принцесс Ройал» обстреливали «Лютцов». А «Куин Мэри» вела огонь по «Зейдлицу». Из-за этого «Дерфлингер» в начале сражения вёл стрельбу беспрепятственно.
«Зейдлиц» открыл огонь по «Куин Мэри» около 15:50. В 15:55 «Зейдлиц» получил первое попадание 343-мм снарядом с «Куин Мэри». Снаряд пробил бортовую броню перед фок-мачтой и разорвался в XIII отсеке на верхней палубе, образовав в ней пробоину 3×3 м. Второй снаряд с «Куин Мэри» в 15:57 с дистанции 13 200—13 600 м (71—74 каб.) пробил 230-мм бортовой пояс и разорвался. Осколки снаряда пробили барбет левой бортовой башни, имевший в этом месте толщину 30 мм, и проникли в перегрузочное отделение, воспламенив находящиеся там два основных и два дополнительных полузаряда. Огонь уничтожил почти весь башенный расчёт. Из строя вышли приводы горизонтальной и вертикальной наводки и подъёмники. Погреб был вовремя затоплен, и взрыва не произошло. Башня замолчала до конца боя.

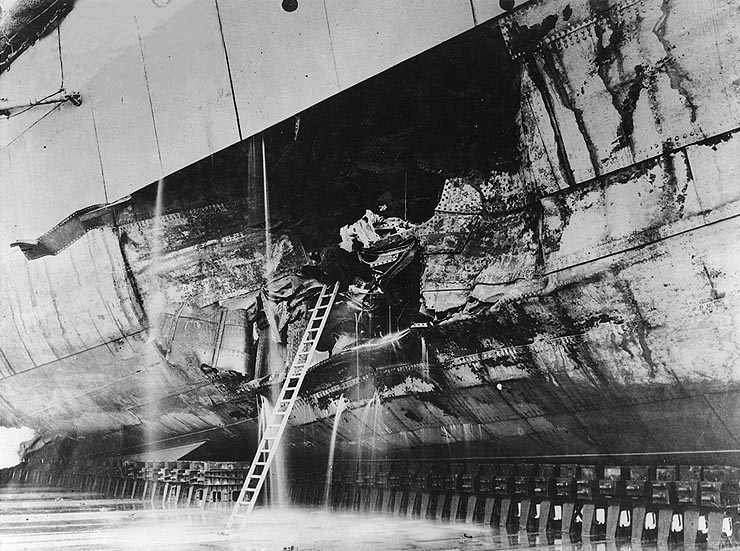
«Зейдлиц» в доке после Ютландского сражения. Вид на повреждения от попадания торпеды с британского эсминца

Третий, 343-мм снаряд с «Куин Мэри» разорвался под водой в средней части корабля. Разошлись швы обшивки, вода начала поступать в наружные угольные бункера и дополнительные бункера XIII отсека. Подошедшие линкоры 5-й эскадры Эвана-Томаса начали в 16:05 обстрел немецких крейсеров с дальней дистанции (97 каб.). В 16:17 с дистанции 88 каб с «Куин Мэри» попал четвёртый снаряд. Он ударил в стык между 200- и 230-мм плитами, прикрывающими каземат. Снаряд разорвался снаружи, а его осколки проникли внутрь, выведя из строя 150-мм орудие.
В районе 16:20 произошло пятое попадание 381-мм снарядом с 5-й эскадры линкоров. Снаряд пробил палубу надстройки, разорвался и изрешетил осколками палубу полубака. Тем временем на короткое время «Дерфлингер» вместе с «Зейдлицем» с дистанции порядка 75 каб. (13 900 м) стал обстреливать «Куин Мэри». В результате нескольких попаданий в район башни «Q» около 16:26 произошел взрыв боезапаса, и она быстро затонула.
В 17:37 в результате атаки английских эсминцев (предположительно «Петард» или «Турбулент») одна из торпед попала в правый борт «Зейдлица» в районе 123 шпангоута. Образовалась пробоина площадью 15,2 м², размерами 12×3,9 м, и разошлись швы обшивки на протяжении 28 м. Противоторпедная переборка толщиной 50 мм выдержала, но дала течь. 150-мм орудие № 1 заклинило и оно замолчало до конца боя. Из строя вышла носовая электростанция, и питание электроэнергией было переключено на кормовую. От сильного сотрясения лопнул корпус правой турбины, а предохранительный клапан подскочил и остался в таком положении. Помещение заполнилось высокотемпературным паром. Личному составу пришлось устранять повреждения ползком и полулежа, но несмотря на это ремонт был закончен через 15 минут. В результате повреждения был затоплен ниже бронепалубы отсек № XIV правого борта, отсек под бортовым торпедным аппаратом и началось поступление воды в отсеки между бортовой бронёй и броневой переборкой. Корабль принял порядка 2000 т воды, получил крен на правый борт и дифферент на нос — осадка носом увеличилась на 1,8 м, а корма приподнялась на 0,5 м. Крейсер пока ещё мог держать скорость 20 узлов, но вода медленно проникала и в другие отсеки.

#### «Бег на север» — 16:40 — 17:50
В 16:40 соединение Битти обнаружило основные силы Флота открытого моря, и его корабли последовательно развернулись на обратный курс. Начался второй этап боя — «бег на север». 1-я разведывательная группа преследовала английские линейные крейсера, но те достаточно быстро вышли из-под обстрела. 5-ю эскадру Эвана Томаса преследовала колонна немецких линейных кораблей — перестрелку вели в основном корабли 1-й эскадры. Из состава британской 5-й эскадры «Уорспайт» и «Малайя» стреляли по линейным кораблям, а «Бархэм» и «Вэлиант» обстреливали линейные крейсера 1-й группы. Стрельба велась на больших дистанциях — порядка 100 каб., и стрельба немецких кораблей была малоэффективной. Британские же корабли достаточно успешно обстреливали немецкие корабли, нанося им тяжёлые повреждения.
В районе 17:00 шестой, 381-мм снаряд с «Бархэма» или «Вэлианта», пробил палубу надстройки и, разорвавшись, пробил палубу полубака и вышел за борт, проделав в борту пробоину 3×4 м, которая впоследствии привела к большим проблемам при затоплении носовой части. Седьмой, 381-мм снаряд пробил палубу надстройки и проделал в палубе полубака пробоину 6×7 м. Восьмой, 381-мм снаряд с дистанции порядка 93 каб. в 17:08 разорвался на лобовой броне правой бортовой башни. Часть осколков проникла в башню. Башня временно вышла из строя, а правое орудие замолчало до конца боя.
Девятый, 381-мм снаряд поразил «Зейдлиц» в районе 17:10—17:20. Десятый снаряд пробил верхнюю и главную палубы в районе барабана шпиля. Одиннадцатый, 381-мм снаряд попал в палубу в районе левой лебёдки. В 17:20 стрельба временно прекратилась. К 18 часам вода через межпалубное пространство поступала в отсеки XIV, XV и XVI. Вода накапливалась над броневой палубой и, постепенно проникая через прочную переборку, заливала все помещения под броневой палубой.

#### Первый бой флота
К 18:20 Флот открытого моря вышел на основные силы Гранд-Флита. Началась следующая фаза боя — «первый бой флота». Линейные крейсера 2-й эскадры под командованием Худа вышли в голову английской колонны и вступили в перестрелку с немецкими линейными крейсерами. В 18:36 Шеер дал сигнал кораблям флота «все вдруг», и немецкие корабли развернулись и очень скоро вышли из поля зрения английских кораблей. Двенадцатый, 305-мм снаряд, предположительно с «Индомитебла», попал «Зейдлицу» в 300-мм броневой пояс в кормовой части. На какое-то время крейсер управлялся из помещения привода управления, так как соединительная муфта верхнего рулевого привода расцепилась.

#### Второй бой флота
После второго поворота «все вдруг» линия германских кораблей, идя курсом на восток, вышла на середину строя английских кораблей, шедших по дуге на юг, и бой возобновился. К этому моменту повреждённый «Лютцов» вышел из строя, и головным в колонне из четырёх линейных крейсеров шёл «Дерфлингер». Хиппер сошёл с «Лютцова» и из-за тяжёлых повреждений «Дерфлингера» и «Зейдлица» вынужден был перенести свой флаг на шедший третьим «Мольтке».
Около 19:00 главные силы противников вновь вступили в соприкосновение — начался второй бой флота. Линейные крейсера, находившиеся в голове немецкой колонны, оказались под сосредоточенным огнём линейных кораблей Гранд-Флита и получали тяжёлые повреждения с дистанции 55—75 кабельтовых. Условия видимости в этой фазе боя были неблагоприятны для германских кораблей — они находились на светлой части моря и были хорошо видны, британские же корабли находились в тёмной части горизонта, и немецкие моряки наблюдали только вспышки орудий. В 19:17 Шеер отдал приказ о третьем повороте «все вдруг» и немецкая колонна легла на курс запад, затем развернувшись на юго-восток, постепенно выйдя из боя.
Тринадцатый, 305-мм снаряд с «Геркулеса» пробил верхнюю палубу навылет и разорвался в воде около корабля. Четырнадцатый, 305-мм снаряд с «Геркулеса» попал в середину корпуса «Зейдлица» в районе укладки противоминной сети, не пробив верхний броневой пояс. В 19:18 пятнадцатый, 305-мм снаряд с «Сент-Винсента» попал в палубу полубака перед мостиком. В 19:27 шестнадцатый, 305-мм снаряд с «Сент-Винсента» разорвался в задней 210-мм стенке кормовой возвышенной башни. Осколки проникли внутрь башни и воспламенили два основных и дополнительных заряда. Башня выгорела и вышла из строя до конца боя.
В 19:40 семнадцатый, 381-мм снаряд с «Ройал Оук» попал в правое орудие левой бортовой башни. Орудие сорвало с креплений, но потом оно стало на место. Осколками разорвавшегося снаряда было выведено из строя 150-мм орудие № 5.

#### Последний дневной бой
В сумерках немецкий флот шёл курсом S и занимался перестроением. Отставшая 2-я эскадра линкоров-додредноутов выходила вперёд обогнавшей её 1-й эскадры. В голову колонны линейных кораблей также пыталась выйти 1-я разведывательная группа линейных крейсеров. При выполнении этого манёвра линейные крейсера с направления юго-восток попали под сосредоточенный огонь кораблей Гранд-Флита. Линейные крейсера стали получать тяжёлые повреждения, при этом не могли отвечать на огонь, так как не видели противника и имели слишком малое количество уцелевших орудий главного калибра. «Зейдлиц» и «Дерфлингер» вынуждены были уйти вправо под прикрытие додредноутов 2-й эскадры. В конечном счёте из-за плохих условий видимости, не имея возможности вести ответный огонь, колонна немецких кораблей повернула на юго-восток и вышла из боя.
В 20:24 восемнадцатый, 343-мм снаряд с «Принцесс Ройал» попал в 150-мм плиту, прикрывающую каземат левого борта, и разорвался снаружи. Проникшие внутрь осколки вывели из строя орудие № 4 и повредили кабели системы управления 150-мм орудиями левого борта. Вскоре девятнадцатый, 343-мм снаряд с «Принцесс Ройал» взорвался у носовой боевой рубки над мостиком, убив всех находившихся на нём. Было ранено несколько человек в боевой рубке — кровью залило карты, и они пришли в негодность. Также были повреждены оба гирокомпаса.
В 20:30 двадцатый, 305-мм снаряд с «Нью-Зиленд» попал в крышу кормовой возвышенной башни, отрикошетил от неё и взорвался в 1 метре от башни. Приблизительно между 20:30 и 21:00 в «Зейдлиц» попало ещё два 305-мм снаряда с «Нью-Зиленд». Двадцать первый снаряд попал в край верхнего броневого пояса вблизи стыка с главным броневым поясом, взорвался и осколками пробил его. Был затоплен угольный бункер. Двадцать второй снаряд попал в стык верхнего и главного броневых поясов, разорвался при пробитии, проделал пробоину и сместил броневую плиту.

#### Ночные бои и итоги боя
Ночью немецкие тяжёлые корабли в сомкнутом строю направились к Хорнс-рифу. А уцелевшие миноносцы были отправлены на поиски кораблей англичан для ночной торпедной атаки. «Зейдлиц» шёл за «Мольтке» в конце немецкого авангарда. Немецкие корабли вышли на хвост английской колонны, пройдя через строй миноносцев и отбивая их атаки. К счастью для тяжело повреждённого крейсера, встреч с тяжёлыми английскими кораблями не было. К утру 1 июня флоты противников оказались далеко друг от друга, направляясь к своим базам.
В течение боя «Зейдлиц» выпустил 376 280-мм снарядов, по оценкам достигнув 10 попаданий (2,6 %). За первые 80 минут боя было выпущено 300 280-мм снарядов и достигнуто 6 попаданий (2 %) — четыре в «Куин Мэри» и два в «Тайгер». За время последующего боя, выпустив 76 снарядов, крейсер добился 4 попаданий (5,3 %) — два на дальней дистанции в «Уорспайт» при преследовании 5-й эскадры и ещё два в «Колоссус». Также «Зейдлиц» выпустил за всё время боя самое большое среди немецких кораблей количество 150-мм снарядов — 450. Потери экипажа составили 11,7 % — 98 убитых и 55 раненых. Корабль получил 22 попадания снарядами крупных калибров, одно 102-мм, одно 152-мм снарядами и одной торпедой. Из строя вышли четыре 280-мм орудия и два 150-мм.

#### Возвращение на базу. Борьба за живучесть

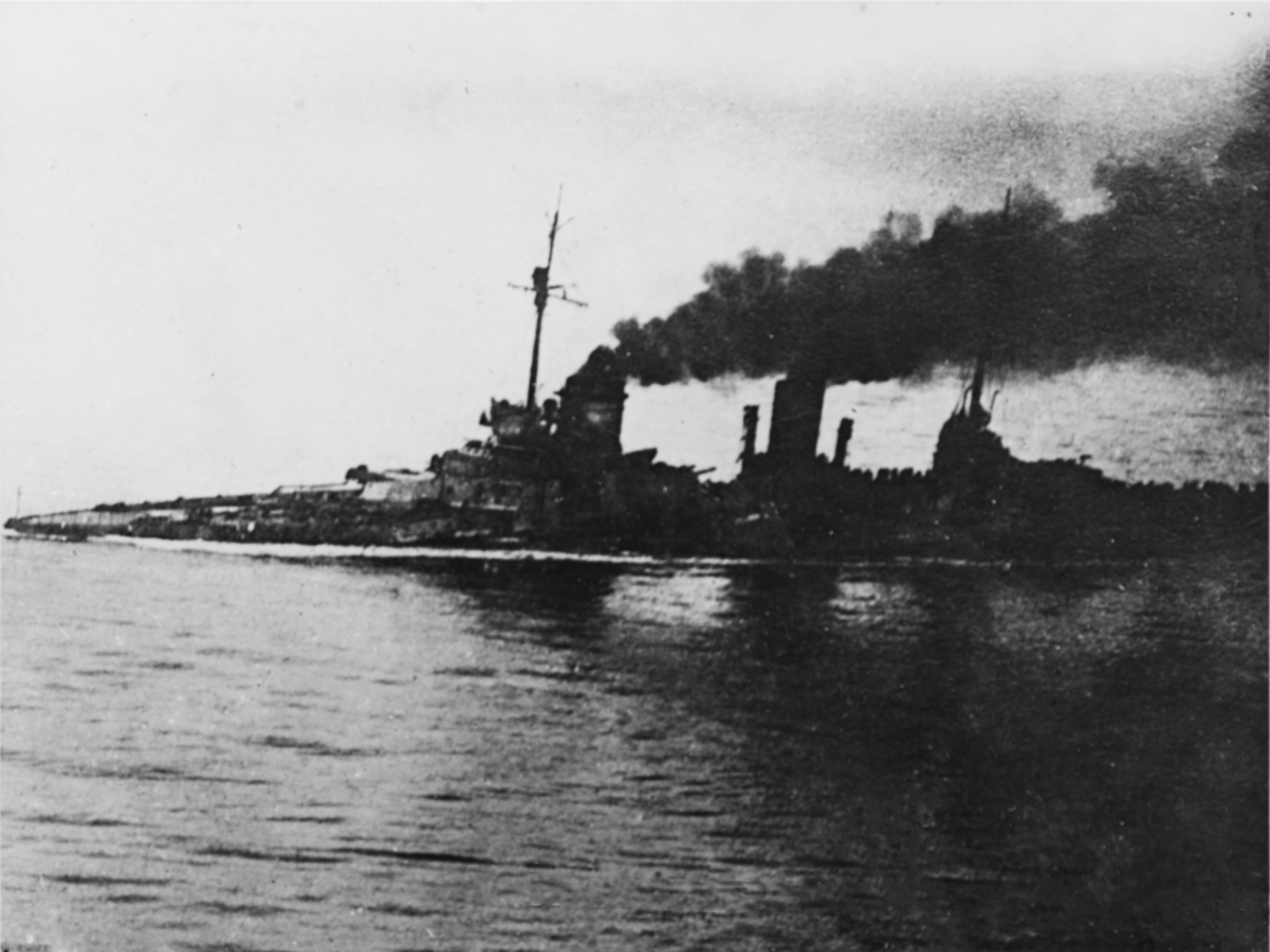
Тяжело повреждённый «Зейдлиц» возвращается в порт после Ютландского сражения

Состояние Зейдлица на 21:00 31 мая 1916. Масса принятой воды порядка 2600 тонн. Красным выделены затопленные отсеки. 1 — пробоина от шестого попадания. 2 — место попадания торпеды.

К 21:00 31 мая «Зейдлиц» по расчётам принял 2636 тонн воды. Крен на правый борт составлял 2,5°. Осадка носом увеличилась на 2,5 м, а корма поднялась на 1 м. Вода постоянно прибывала, проникая через большие пробоины от шестого снаряда и торпеды. Чтобы снизить напор воды, ход постепенно уменьшался. Сначала он был снижен с 22 до 20 узлов. Несмотря на предпринимаемые меры по откачке воды, нос все равно продолжал погружаться.
В 2:40 1 июня, имея осадку носом 13 м, «Зейдлиц» ненадолго приткнулся к мели у Хорнс-риф. Около 4:40 крейсер сел носом на банку, глубина которой составляла 13,5 м. Были затоплены средние и кормовые креновые цистерны левого борта. Крен выровнялся и уменьшился дифферент на нос. Крейсер продолжил путь, но ход пришлось сбросить до 15 узлов.
В 5:40 «Зейдлиц» присоединился к флоту, контакт с которым был потерян ночью. Но повреждённому крейсеру тяжело было поддерживать эскадренный ход 15 узлов. К 8:00 начала сдавать переборка по 114-му шпангоуту. Людей, работавших по пояс в воде, пришлось эвакуировать из отсека. Ход был сброшен до 10 узлов. Дополнительной проблемой стало падение остойчивости — при перекладке руля крейсер сильно кренился и медленно выпрямлялся.
Началось проникновение воды в отсеки, смежные с затопленными угольными ямами левого борта, и через пробоины в каземате левого борта. Ход пришлось сбросить до 7 узлов. Ввиду того, что из строя вышли оба гирокомпаса и карты были безнадёжно испорчены, по радио попросили командующего 2-й разведывательной группой выделить крейсер для сопровождения. В 9:45 к «Зейдлицу» подошёл «Пиллау». После нескольких обрывов буксира «Зейдлиц» развернули, и он пошёл со скоростью 3—5 узлов кормой вперёд, чтобы снизить давление напора воды на сильно повреждённую носовую часть.
В 10:00 на траверзе Хорнума крейсер ещё раз коснулся мели, а в 11:25 смог войти в проход у мели Арнум. Попытка буксировки высланными на помощь тральщиками была неудачной. Несмотря на то, что водоотливные системы работали с полным напряжением, к 12:00 крен на левый борт достиг 8°. К 15:30 положение осложнилось из-за ухудшения погоды — ветер усилился до 8 баллов, и корабль держался на плаву только благодаря воздушным мешкам.

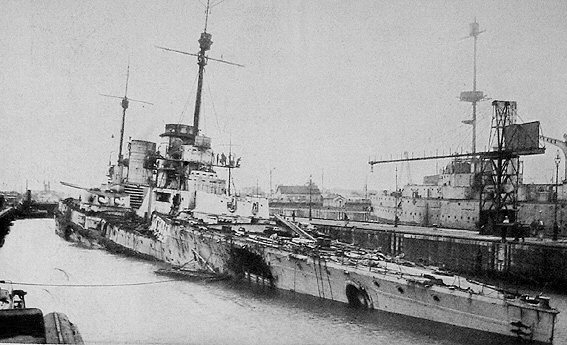
«Зейдлиц» в Вильгельмсгафене после Ютландского сражения с демонтированными орудиями носовой башни

Состояние Зейдлица на 19:00 1 июня 1916. Масса принятой воды порядка 5300 тонн. Красным выделены затопленные отсеки. Синим — отсеки, принявшие воду для выравнивания крена и дифферента. 1 — пробоина от шестого попадания.

К крейсеру подошли спасательные суда «Бореас» и «Крафт» и мощный портовый буксир. Спасатели шли по бортам «Зейдлица» и пытались откачивать воду. Но из-за большого диаметра приёмных шлангов помпы часто выходили из строя, и их работа была неэффективной. Наиболее тяжёлое положение сложилось к 17:00 1 июня — по расчётам корабль принял внутрь 5329 т воды. Осадка составляла 14 м носом и 7,4 кормой при крене на левый борт в 8°. В 18:00 для выравнивания крена были затоплены кормовые креновые цистерны правого борта, что привело к возникновению крена в 8° на правый борт.
Утром 2 июня 1916 года «Зейдлиц» достиг плавучего маяка на внешней части залива Яде (англ. Jade Bight), а в 4:25 3 июня бросил якорь перед входным фарватером Вильгельмсгафена. Были эвакуированы раненые и снесены на берег тела убитых. Несмотря на полученные в бою тяжёлые повреждения и принятые внутрь порядка 5300 т воды (21,2 % от водоизмещения), благодаря беспримерной 57-часовой борьбе за живучесть команды под руководством командира Эгиди и командира дивизиона живучести корветтен-капитана Альвенслебена, корабль остался на плаву и добрался до базы.
Осадка «Зейдлица» не позволяла ему пройти шлюзы, поэтому пришлось демонтировать орудия и часть брони носовой башни. 6 июня крейсер прошёл южные ворота третьего шлюза (нем. Wilhelmshaven 3. Einfahrt), имевшие глубину 13,7 м. Но осадка крейсера не позволяла пройти выход из шлюза, имевший глубину 10,4 м. Поэтому на находившемся в шлюзе «Зейдлице» провели временный ремонт и демонтировали орудия левой бортовой башни. 13 июня крейсер прошёл выход из шлюза и вошёл в плавучий док для капитального ремонта. Ремонт «Зейдлица» на верфи в Вильгельмсгафене продолжался 107 дней — с 15 июня по 1 октября 1916 года.

### Окончание Первой мировой войны
Ремонт на государственной верфи в Вильгельмсгафене проводился 107 дней — с 15 июня по 1 октября 1916 года. Боевой готовности «Зейдлиц» достиг в ноябре 1916 года, вновь став флагманским кораблём 1-й разведывательной группы. Хиппер со штабом находились на борту только во время боевых походов, так как в порту адмирал размещался на полученном в его распоряжение 20 августа 1916 года лёгком крейсере «Ниобе».
На первое место вышла неограниченная подводная война, поэтому «Зейдлиц» в основном занимался прикрытием выхода и возвращения подводных лодок. Так, 4—5 ноября соединение в составе 1-й разведывательной группы, линкоров «Рейнланд» и «Нассау» и 3-й эскадры линкоров, включая «Байерн», в районе Бовьеборга пыталось снять с мели подводные лодки U-20 и U-30. Снять с мели удалось только U-30. При этом британская подводная лодка J-1 произвела торпедную атаку по кораблям соединения. По одному торпедному попаданию получили «Кронпринц» и «Гроссер Курфюрст».
26 октября 1917 года Хиппер перенёс свой флаг на новый линейный крейсер «Гинденбург». 23 апреля 1918 года «Зейдлиц» участвовал в последнем выходе Флота открытого моря. Флот дошёл до широты Бергена в Норвегии, но британских сил не обнаружил. Из-за серьёзной поломки турбины на «Мольтке» операцию пришлось прервать. 30 июля/1 августа 1918 крейсер обеспечивал выход группы подводных лодок на «путь 500».

### Интернирование и затопление Флота открытого моря

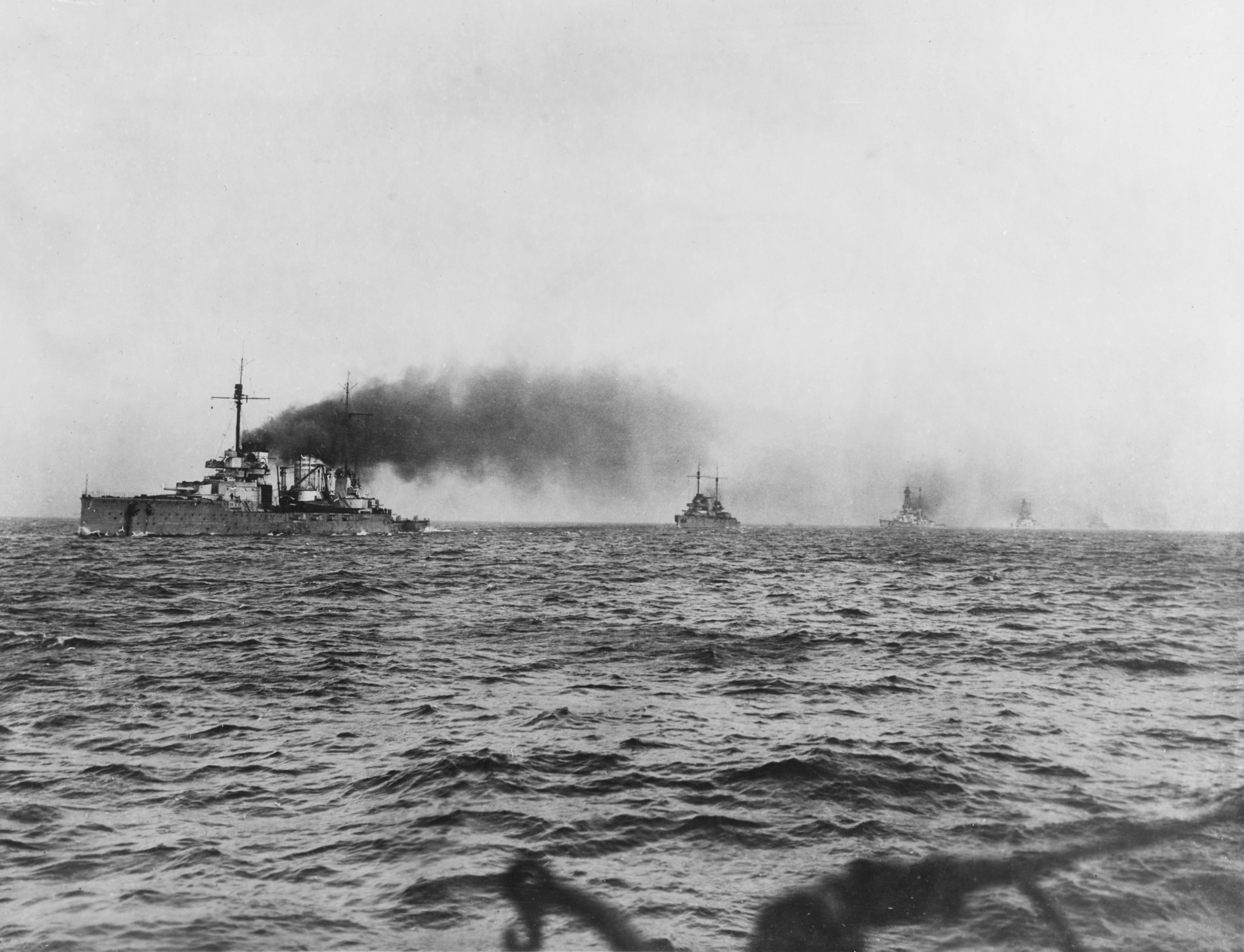
21 ноября 1918 года. «Зейдлиц» возглавляет колонну германских кораблей, идущих на интернирование в Скапа-Флоу. За ним видны «Мольтке», «Дерфлингер», «Гинденбург» и «Фон дер Танн»

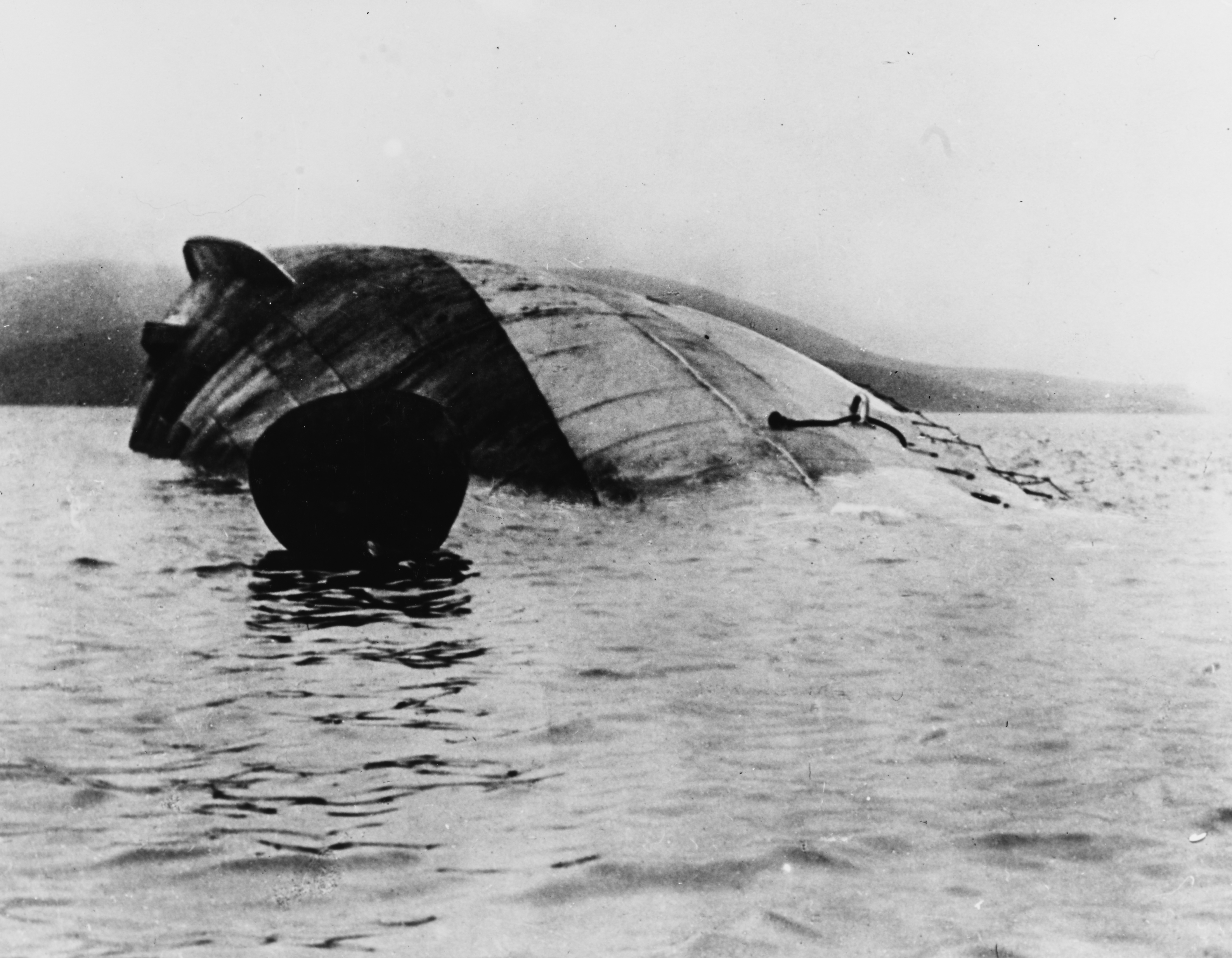
«Зейдлиц», лежащий на правом борту на дне Скапа-Флоу

По условиям перемирия интернированию подлежали 16 тяжёлых кораблей, 8 лёгких крейсеров и 50 миноносцев Флота открытого моря. В их число вошёл и «Зейдлиц», вышедший из Вильгельмсгафена 19 ноября вместе с флотом под общим командованием контр-адмирала Рейтера. В Скапа-Флоу корабли пришли 24 ноября. Командующий 1-й разведывательной группы стал старшим начальником всего соединения и находился на «Фридрих дер Гроссе», а командир «Зейдлица» Тагерт стал старшим среди командиров кораблей.
21 июня 1919 года вместе с другими кораблями «Зейдлиц» был затоплен собственным экипажем в Скапа-Флоу южнее острова Кава. Несмотря на попытки англичан взять его на абордаж, чтобы помешать затоплению, он затонул в 13:50 и лёг правым бортом на грунт на глубине 20 м. Его корпус выступал над поверхностью залива — даже в прилив над водой высилось 8 м корпуса.
В мае 1926 года компания Эрнеста Фрэнка Кокса приступила к подъёму «Зейдлица». До декабря 1926 года проводилась герметизация корпуса — было установлено 93 м² заплат и заглушек. К февралю 1927 года посредством закачки воздуха была осушена кормовая часть крейсера, а к июню 1927 и остальные отсеки. Первая попытка подъёма была предпринята 20 июня 1927 года. При прокачке воздуха «Зейдлиц» привсплыл, но затем перевернулся вверх килем и снова затонул с креном в 48°, упёршись мачтами, надстройками и башнями в ил. К сентябрю 1927 года были срезаны мачты и надстройки. В начале октября были предприняты новые попытки подъёма корабля. Но крейсер вёл себя очень неустойчиво, переваливаясь с борта на борт с креном до 40—50°. Крейсер несколько раз приподнимали и опускали заново, пока 2 ноября 1927 года крейсер не был поднят с креном в 8°. Частично он был разобран в Лайнессе и в мае 1928 года отбуксирован в Розайт. Там он и был окончательно разделан на металл к 1930 году.

## Память о корабле
Судовой колокол крейсера «Зейдлиц» демонстрируется в экспозиции военно-морского мемориала в Лабё — коммуне, расположенной недалеко от Киля, в Германии, в земле Шлезвиг-Гольштейн.
Ствол демонтированного повреждённого в Ютландском сражении 280-мм правого орудия левой бортовой башни демонстрируется в военно-морском музее (нем. Deutsches Marinemuseum) в Вильгельмсхафене.
В немецком флоте имя «Зейдлиц» носил недостроенный тяжёлый крейсер типа «Адмирал Хиппер». Он был заложен 29 декабря 1936 года на верфи DeSchiMAG в Бремене и 19 января 1939 года спущен на воду. В 1942 году было принято решение достроить его как авианосец. Переоборудование завершено не было. В конце войны переведён в Кенигсберг. Затоплен при отступлении немецких войск 29 января 1945 года. Поднят аварийно-спасательной службой Юго-Балтийского флота в 1946 году, отбуксирован в Ленинград и впоследствии разделан на металл.

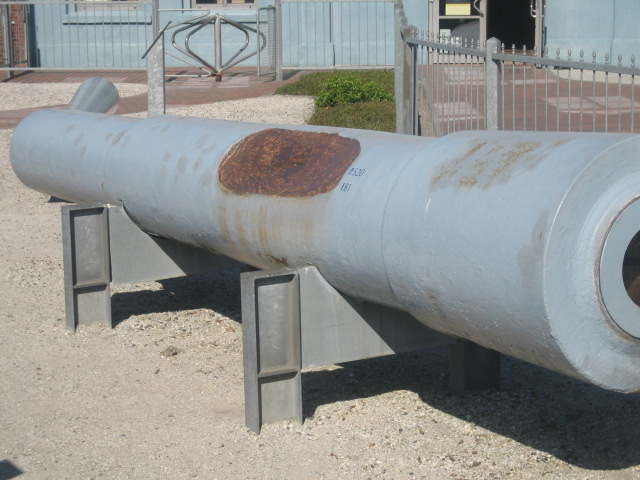
280-мм орудие «Зейдлица» в военно-морском музее Вильгельмсхафена

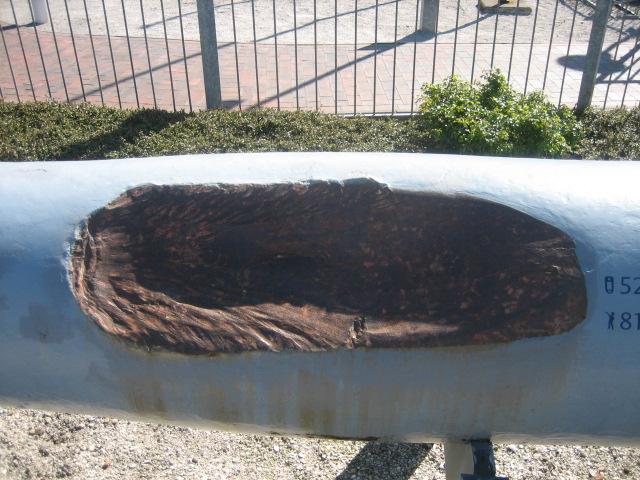
Место попадания 381-мм снаряда «Ройал Оук» крупным планом

## Оценка проекта
«Зейдлиц» являлся дальнейшим развитием крейсеров типа «Мольтке» и имел ту же скорость и лучшее бронирование за счёт увеличения нормального водоизмещения на 2000 т. Его защита оценивалась очень высоко, и несмотря на то, что один из инженеров верфи продал чертежи англичанам, и им стали известны все подробности проекта, они не придали значения этому. Во многом благодаря высокой непотопляемости «Зейдлиц» после тяжёлых повреждений, полученных в Ютландском сражении, смог возвратиться на базу.
Вместе с тем негативно оценивалась артиллерия «Зейдлица». Установленные на предыдущем типе «Мольтке» 280-мм орудия за счёт большей начальной скорости и лучшего качества снарядов можно было приравнять к 305-мм орудиями британских «Инвинсибла» и «Индомитебла». «Зейдлиц» сохранил тот же калибр — 280-мм, но следующий тип британских линейных крейсеров — «Лайон» — был вооружён значительно более мощными 343-мм орудиями. К тому же на «Лайонах» толщина броневого пояса была доведена до 229 мм, и 280-мм калибра орудий «Зейдлица» уже было недостаточно для её уверенного пробития.
Благодаря тому, что линейные крейсера типа «Лайон» имели большую скорость хода, в сражениях Первой мировой войны они могли догнать немецкие линейные крейсера, выбрать дистанцию боя, а при неблагоприятных обстоятельствах оторваться от своего противника.
|                                                              | «Мольтке»       | «Зейдлиц»       | «Индомитебл»        | «Лайон»         |
| ------------------------------------------------------------ | --------------- | --------------- | ------------------- | --------------- |
| Год закладки/ввода в строй                                   | 1908/1911       | 1911/1913       | 1909/1911           | 1909/1912       |
| Размерения                                                   | 186,6×29,4×9,2  | 200×28,5×9,09   | 179,8×24,4×8,1      | 213,4×27×8,4    |
| Водоизмещение, т нормальное (полное)                         | 22 979 (25 400) | 24 988 (28 550) | 18 470 (22 080)     | 26 270 (29 680) |
| Расчётная скорость хода, уз. номинальная мощность, л.с.      | 25,5 52 000     | 26,5 63 000     | 25 44 000           | 27 70 000       |
| Скорость хода максимальная, уз. форсированная мощность, л.с. | 28,4 85 782     | 28,1 89 738     | 26,89 55 000        | 28,06 96 240    |
| Котлы                                                        | 24              | 27              | 32                  | 42              |
| Дальность хода (узлы)                                        | 4120 (14)       | 4200 (14)       | 6970 (16) 5610 (10) | 4935 (16,75)    |
| Экипаж, человек                                              | 1053            | 1068            | 800                 | 984             |
| Стоимость, млн. рублей золотом                               | 21,3            | 22,34           | 13,43               | 20,84           |
| Толщина брони, мм                                            |                 |                 |                     |                 |
| Пояс                                                         | 270             | 300             | 152                 | 229             |
| Лоб башни                                                    | 230             | 250             | 178                 | 229             |
| Барбет                                                       | 200—230         | 200—230         | 178                 | 229             |
| Рубка                                                        | 350             | 300             | 254                 | 254             |
| Палуба                                                       | 50              | 80              | 65                  | 65              |
| Вооружение (ГК)                                              |                 |                 |                     |                 |
| Количество                                                   | 5×2×280-мм      | 5×2×280-мм      | 4×2×305-мм          | 4×2×343-мм      |
| Скорострельность, выстрелов / мин                            | 3               | 3               | 1,5                 | 1,5—2           |
| Масса бронебойного снаряда, кг                               | 302             | 302             | 390                 | 567             |
| Начальная скорость, м/с                                      | 880             | 880             | 831                 | 787             |
| Максимальная дальность стрельбы, м                           | 18 100(13,5°)   | 18 100(13,5°)   | 17 236(13,5°)       | 21 780(20°)     |

## Использованная литература и источники
1. ↑  Ruge. SMS Seydlitz. — P. 25—26.
2. ↑  Паркс, Оскар. Линкоры Британской империи. Том 7. Эпоха дредноутов. — СПб.: Галея Принт, 2008. — С. 26. — 116 с. — ISBN 9785817201321.
3. ↑  Staff. German Battlecruisers. — P. 20
4. 1 2 3 4 5 6 7 8 9  Staff. German Battlecruisers. — P. 21
5. 1 2 3 4 5  Мужеников В. Б. Линейные крейсера Германии. — С.74—75
6. 1 2 3 4 5 6  Мужеников В. Б. Линейные крейсера Германии. — С.77
7. 1 2 3 4 5 6 7 8 9 10 11 12  Gröner. Band 1. — S.82
8. 1 2 3 4 5 6 7 8 9 10  Печуконис Н. Н. Боевые корабли Германии. — СПб.: Бриз, 1994. — С. 56. — 88 с. — ISBN 5-70-42-0397-3.
9. 1 2 3 4 5 6 7  Campbell. Battlecruisers. — P. 44
10. ↑  Мужеников В. Б. Линейные крейсера Германии. — С.77—78
11. 1 2 3 4 5 6 7  Мужеников В. Б. Линейные крейсера Германии. — С.75—77
12. 1 2 3 4 5  Campbell. Battlecruisers. — P. 43
13. 1 2 3 4 5  Campbell. Battlecruisers. — P. 43—44
14. 1 2 3  DiGiulian, Tony. German 28 cm/50 (11″) SK L/50 (англ.) (24 апреля 2008). — Описание 280-мм орудия SK L/50. Дата обращения: 28 марта 2011. Архивировано из оригинала 1 февраля 2012 года.
15. ↑  Германское орудие 280 мм/50. Тринадцатая база. Дата обращения: 20 мая 2011. Архивировано из оригинала 28 марта 2010 года.
16. ↑  Campbell. Jutland. — P. 344
17. 1 2 3 4 5 6  Мужеников В. Б. Линейные крейсера Германии. — С.75
18. ↑  Мужеников В. Б. Линейные корабли Германии. — С. 39.
19. ↑  DiGiulian, Tony. German 15 cm/45 (5.9″) SK L/45 (англ.) (6 июля 2007). — Описание 150-мм орудия SK L/50. Дата обращения: 26 января 2011. Архивировано из оригинала 17 августа 2011 года.
20. 1 2 3 4  Staff. German Battlecruisers. — P. 22
21. 1 2  Мужеников В. Б. Линейные крейсера Германии. — С.74
22. ↑  Ruge. SMS Seydlitz. — P. 27.
23. 1 2 3 4 5 6  Мужеников В. Б. Линейные крейсера Германии. — С.78
24. 1 2  Вильсон. Линкоры в бою. Глава I.
25. ↑  Ruge. SMS Seydlitz. — P. 28.
26. ↑  Мужеников В. Б. Линейные крейсера Германии. — С.79
27. 1 2 3 4  Вильсон. Линкоры в бою. Глава V.
28. ↑  Ruge. SMS Seydlitz. — P. 29—30.
29. 1 2 3  Мужеников В. Б. Линейные крейсера Германии. — С.79—80
30. 1 2 3  Шеер. Гибель крейсера «Блюхер». — С. 5—9.
31. 1 2 3  Ruge. SMS Seydlitz. — P. 30.
32. ↑  Ruge. SMS Seydlitz. — P. 33.
33. 1 2 3 4 5 6 7 8 9  Вильсон. Линкоры в бою. Глава VI.
34. ↑  Шеер. Гибель крейсера «Блюхер». — С. 16.
35. 1 2 3 4 5  Мужеников В. Б. Линейные крейсера Германии. — С.80
36. ↑  Ruge. SMS Seydlitz. — P. 34—38.
37. ↑  Шеер. Гибель крейсера «Блюхер». — С. 20—21.
38. 1 2  Ruge. SMS Seydlitz. — P. 38.
39. 1 2 3 4 5 6  Мужеников В. Б. Линейные крейсера Германии. — С.81
40. ↑  Шеер. Гибель крейсера «Блюхер». — С. 23.
41. 1 2 3 4 5  Staff. German Battlecruisers. — P. 24
42. ↑  Ruge. SMS Seydlitz. — P. 39—40.
43. ↑  Ruge. SMS Seydlitz. — P. 43.
44. 1 2  Мужеников В. Б. Линейные крейсера Германии. — С.82
45. ↑  Шеер. Германский флот в Мировую войну 1914—1918 гг. — С. 206—213.
46. 1 2  Харпер. Правда об Ютландском бое. — С.552—557.
47. 1 2 3 4  Вильсон. Линкоры в бою. Глава VII.
48. ↑  Мужеников В. Б. Линейные крейсера Германии. — С.83
49. ↑  Campbell. Battlecruisers. — P. 44—45
50. 1 2 3  Мужеников В. Б. Линейные крейсера Германии. — С.84
51. 1 2 3 4  Campbell. Battlecruisers. — P. 45
52. ↑  Корбетт. Операции английского флота в мировую войну. Том 3. — С. 425.
53. ↑  Мужеников В. Б. Линейные крейсера Германии. — С.84—85
54. ↑  Корбетт. Операции английского флота в мировую войну. Том 3. — С. 425—429.
55. ↑  Харпер. Правда об Ютландском бое. — С.558—560.
56. ↑  Шеер. Германский флот в Мировую войну 1914—1918 гг. — С. 222—228.
57. 1 2 3 4 5  Мужеников В. Б. Линейные крейсера Германии. — С.86
58. ↑  Campbell. Battlecruisers. — P. 45—46
59. ↑  Корбетт. Операции английского флота в мировую войну. Том 3. — С. 457—460.
60. ↑  Шеер. Германский флот в Мировую войну 1914—1918 гг. — С. 222—238.
61. 1 2 3 4 5  Campbell. Battlecruisers. — P. 47
62. ↑  Ruge. SMS Seydlitz. — P. 17.
63. ↑  Шеер. Германский флот в Мировую войну 1914—1918 гг. — С. 239—240.
64. 1 2 3  Вильсон. Линкоры в бою. Глава VIII.
65. 1 2  Харпер. Правда об Ютландском бое. — С.584—585.
66. ↑  Шеер. Германский флот в Мировую войну 1914—1918 гг. — С. 240—243.
67. ↑  Харпер. Правда об Ютландском бое. — С.588—589.
68. 1 2  Мужеников В. Б. Линейные крейсера Германии. — С.88
69. 1 2  Мужеников В. Б. Линейные крейсера Германии. — С.87
70. ↑  Шеер. Германский флот в Мировую войну 1914—1918 гг. — С. 246—257.
71. 1 2 3 4  Campbell. Battlecruisers. — P. 48
72. ↑  Вильсон. Линкоры в бою. Глава IX.
73. 1 2 3 4 5 6 7 8  Мужеников В. Б. Линейные крейсера Германии. — С.88—90
74. 1 2  Мужеников В. Б. Линейные крейсера Германии. — С.90
75. 1 2 3  Staff. German Battlecruisers. — P. 33
76. 1 2 3  Ruge. SMS Seydlitz. — P. 47.
77. 1 2 3 4  Мужеников В. Б. Линейные крейсера Германии. — С.91
78. 1 2  Ruge. SMS Seydlitz. — P. 48.
79. ↑  Gröner. Band 1. — S.83
80. ↑  Jörg M. Hormann. Menschen — Zeiten — Schiffe. Deutsche Marinegeschichte seit 1848 / hrsg. von Deutschen Marinemuseum Wilhelmshaven. — Hamburg, Berlin, Bonn: E. S. Mittler & Sohn GmbH, 199. — 88 с. — S. 32. — ISBN 3-8132-063-4.
81. ↑  В. Л. Кофман. Принцы кригсмарине. Тяжелые крейсера Третьего рейха. — М.: Коллекция; Яуза; ЭКСМО, 2008. — С. 119—121. — 128 с. — (Арсенал коллекция). — ISBN 978-5-699-31051-7.
82. ↑  Апальков Ю. В. ВМС Германии 1914-1918. — С. 6.
83. ↑  Ruge. SMS Seydlitz. — P. 26.
84. ↑  Staff. German Battlecruisers. — P. 12
85. ↑  Conway's, 1906—1921. — P.27
86. ↑  Conway's, 1906—1921. — P. 29., для «Принцесс Ройал»
87. ↑  Campbell. Battlecruisers. — P. 17
88. ↑  Conway's, 1906—1921. — P.26
89. ↑  Мужеников В. Б. Линейные крейсера Германии. — С.39
90. ↑  Мужеников В. Б. Линейные крейсера Германии. — С.37
91. ↑  Gröner. Band 1 (нем.). — P. 82.